# Kinh doanh chênh lệch giá

## Kinh doanh chênh lệch giá
Trong kinh tế và tài chính, kiếm lời chênh lệch giá là thực hành tận dụng sự chênh lệch giá ở 2 hay nhiều thị trường; kết hợp các giao dịch khớp lệnh để kiếm lời trên sự khác biệt, lợi nhuận sẽ là sự khác biệt giữa các giá thị trường mà đơn vị được giao dịch. Khi được sử dụng bởi các học giả, chênh lệch giá là một giao dịch không liên quan đến dòng tiền âm ở bất kỳ trạng thái xác suất hoặc thời gian nào và dòng tiền dương ở ít nhất một trạng thái; nói một cách dễ hiểu, đó là khả năng thu được lợi nhuận phi rủi ro sau chi phí giao dịch. Ví dụ: cơ hội kinh doanh chênh lệch giá xuất hiện khi có khả năng mua ngay thứ gì đó với giá thấp và bán nó với giá cao hơn.
Về nguyên tắc và sử dụng trong học thuật, kiếm lời chênh lệch giá là không có rủi ro, như trong cách sử dụng phổ biến, kinh doanh chênh lệch giá thống kê, nó đề cập tới lợi nhuận mong đợi, dù thua có lỗ có xảy ra và thực tế, nó luôn có rủi ro trong kiếm lời chênh lệch giá, nhỏ (biến động giá làm giảm tỷ suất lợi nhuận), lớn (sự giảm của giá trị tiền tệ hoặc phái sinh). Trong học thuật, kiếm lời chênh lệch giá liên quan đến tận dụng sự chênh lệch về giá của một tài sản nhất định hoặc dòng tiền giống hệt nhau, nó cũng được sử dụng để chỉ sự khác biệt giữa các tài sản tương tự (giá trị tương đối hoặc giao dịch hội tụ), như trong mua bán chênh lệch giá sáp nhập.
Thuật ngữ này chủ yếu áp dụng trong giao dịch công cụ tài chính, như là trái phiếu, cổ phiếu, công cụ phái sinh, hàng hóa và tiền tệ. Người tham gia trong kinh doanh chênh lệch giá gọi là chuyên gia kinh doanh chênh lệch giá.
Kinh doanh chênh lệch giá có hiệu ứng làm giá của tài sản giống nhau trong thị trường khác nhau hội tụ